# Benny Hill
Alfred Hawthorne „Benny“ Hill (* 21. Januar 1924 in Southampton; † 20. April 1992 in Teddington, London) war ein britischer Schauspieler, Komiker und Sänger.

## Leben
Benny Hill wurde als Alfred Hawthorne Hill in Southampton, Hampshire, England, geboren und besuchte dort die Schule. Nach dem Zweiten Weltkrieg arbeitete er als Milchmann, Verkäufer, Bühnenassistent und Amateurschauspieler. Sein Fernsehdebüt hatte er 1949. Anfang der 1950er Jahre wurde er zu einem populären Radiomoderator. 1955 erhielt er bei der BBC seine erste Fernsehshow. Sein Filmdebüt hatte er 1956 in der Komödie Who Done It?.
1969 wechselte er von der BBC zu Thames Television und begann dort seine Sketchserie The Benny Hill Show, die bis 1989 produziert und in über 100 Länder verkauft wurde. Die Sketche, in denen Hill stets in verschiedenen Verkleidungen und Rollen auftrat, waren häufig durch sexuelle Doppeldeutigkeit geprägt. Hill setzte Techniken wie Slapstick, Pantomime und Parodie ein und wurde damit zum international populärsten britischen Komiker. Seine Shows wurden in den USA weit mehr geschätzt als in seiner Heimat. Die Titelmelodie der Benny Hill Show war ab 1969 Yakety Sax von Boots Randolph. Auch als Musiker war Hill erfolgreich: 1971 war er mit seinem Spaßlied Ernie (The Fastest Milkman in the West) vier Wochen lang auf Platz 1 der britischen Charts.
1989 wurde seine Show von Thames Television abgesetzt. Offizieller Grund waren die sexuellen Anspielungen in seinen Sketchen, die von einigen als frauenverachtend angeprangert wurden, während andere darin nur harmlose Anspielungen auf allgemeine menschliche Schwächen sahen. Wirklicher Grund waren sinkende Einschaltquoten, die aus andauernden Wiederholungen resultierten. Hill zog sich zurück und startete 1991 eine neue Serie in den USA: Benny Hill’s World Tour, von der vor Hills Tod jedoch nur eine einzige Folge in New York produziert werden konnte.

## Privates
Hills Gesundheitszustand verschlechterte sich ab Mitte der 1980er Jahre; er litt an Herzproblemen. Die Ärzte teilten ihm 1992 mit, dass er unbedingt eine Diät machen müsse, und empfahlen ihm eine Bypass-Operation, was er ablehnte.
Er starb am 20. April 1992 im Alter von 68 Jahren, vermutlich an einem Herzinfarkt, in seinem Appartement in Teddington, London, wo er erst einige Tage später aufgefunden wurde. Es hieß, dass er sich mit all seinem Schmuck bestatten ließ. Nachdem sein Grab mehrfach aufgebrochen worden war, wurde auf Anordnung seiner Angehörigen das Grab mit einer Betonplatte versiegelt. Es befindet sich auf dem Hollybrook Cemetery in Shirley, Southampton.
Sein Vermögen von geschätzt zehn Millionen Britischen Pfund wurde unter seinen sieben Neffen und Nichten aufgeteilt, den nächsten Angehörigen.

## Auszeichnungen
Benny Hill gewann verschiedene Preise, u. a. Daily Mail TV Personality of the Year 1954, TV Times Hall of Fame 1978–79, TV Times Funniest Man on TV 1981–82, den Sonderpreis des Festivals Goldene Rose von Montreux 1984 und den Charlie Chaplin International Award for Comedy 1991.

## Filmografie
Fernsehen
- 1949: Hi There
- 1952: The Service Show
- 1953: Show Case
- 1969–1989: Die Benny Hill Show; in Deutschland teilweise ausgestrahlt 1970 auf ZDF, 1975, 1981 und 1988 im Ersten, 1992, 1993, 1995 und 2002 bei RTL bzw. RTL II

Kino
- 1956: Who Done It?
- 1960: Light Up the Sky
- 1965: Die tollkühnen Männer in ihren fliegenden Kisten (Those Magnificent Men in Their Flying Machines or How I Flew from London to Paris in 25 Hours 11 Minutes)
- 1968: Tschitti Tschitti Bäng Bäng (Chitty Chitty Bang Bang)
- 1969: Charlie staubt Millionen ab (The Italian Job)
- 1969: The Waiters

## Diskografie

### Alben
- 1965: Benny Hill Sings?
- 1965: The World of Benny Hill
- 1965: Benny at the B.B.C.
- 1966: Benny Hill Sings Old Favourites
- 1971: Words and Music
- 1990: The Compact Collection
- 1992: Benny Hill Sings?
- 2009: Benny Hill Sings Ernie, the Fastest Milkman in the West

### Kompilationen
- 1972: Golden Hour of Benny Hill
- 1992: The Best of Benny Hill
- 1998: The Ultimate Collection

### EPs
- 1961: Hit Parade Volume 1
- 1963: The Harvest of Love

### Singles
- 1955: I Can’t Tell a Waltz from a Tango
- 1956: Memories Are Made of This
- 1961: Pepys’ Diary
- 1961: Transistor Radio
- 1961: The Piccolo Song
- 1963: The Harvest of Love
- 1965: What a World
- 1966: My Garden of Love
- 1971: Ernie (The Fastest Milkman in the West)
- 1972: Fad Eyed Fal